# العلاقات الماليزية النيجيرية
العلاقات الماليزية النيجيرية هي العلاقات الثنائية التي تجمع بين ماليزيا ونيجيريا.

## مقارنة بين البلدين
هذه مقارنة عامة ومرجعية للدولتين:
| وجه المقارنة                                              | ماليزيا       | نيجيريا                     |
| --------------------------------------------------------- | ------------- | --------------------------- |
| المساحة (كم2)                                             | 330.29 ألف    | 923.77 ألف                  |
| عدد السكان (نسمة)                                         | 31.62 مليون   | 190.89 مليون                |
| الكثافة السكانية (ن./كم²)                                 | 95.73         | 206.64                      |
| العاصمة                                                   | كوالالمبور    | أبوجا، لاغوس                |
| اللغة الرسمية                                             | لغة ماليزية   | لغة إنجليزية، اللغة اليوربا |
| العملة                                                    | رينغيت ماليزي | نيرة نيجيرية                |
| الناتج المحلي الإجمالي (بليون دولار)                      | 314.50 مليار  | 375.77 مليار                |
| الناتج المحلي الإجمالي (تعادل القوة الشرائية) بليون دولار | 817.43 مليار  | 1.09 تريليون                |
| الناتج المحلي الإجمالي الاسمي للفرد دولار أمريكي          | 9.77 ألف      | 2.64 ألف                    |
| الناتج المحلي الإجمالي للفرد دولار أمريكي                 | 25.64 ألف     | 5.91 ألف                    |
| مؤشر التنمية البشرية                                      | 0.779         | 0.514                       |
| رمز المكالمات الدولي                                      | +60           | +234                        |
| رمز الإنترنت                                              | .my           | .ng                         |
| المنطقة الزمنية                                           | ت ع م+08:00   | ت ع م+01:00                 |

## منظمات دولية مشتركة
يشترك البلدان في عضوية مجموعة من المنظمات الدولية، منها:
| علم المنظمة | اسم المنظمة                               | تاريخ انضمام ماليزيا | تاريخ انضمام نيجيريا |
| ----------- | ----------------------------------------- | -------------------- | -------------------- |
|             | المركز الدولي لتسوية المنازعات الاستشارية | 14 أكتوبر 1966       | 14 أكتوبر 1966       |
|             | المنظمة الهيدروغرافية الدولية             | ?                    | ?                    |
|             | مؤسسة التنمية الدولية                     | 24 سبتمبر 1960       | 14 نوفمبر 1961       |
|             | مؤسسة التمويل الدولية                     | 20 مارس 1958         | 30 مارس 1961         |
|             | الاتحاد البريدي العالمي                   | ?                    | ?                    |
|             | البنك الدولي للإنشاء والتعمير             | 7 مارس 1958          | 30 مارس 1961         |
|             | منظمة التجارة العالمية                    | ?                    | ?                    |
|             | منظمة التعاون الإسلامي                    | ?                    | ?                    |
|             | منظمة حظر الأسلحة الكيميائية              | ?                    | ?                    |
|             | الفريق المعني برصد الأرض                  | ?                    | ?                    |
|             | الأمم المتحدة                             | 17 سبتمبر 1957       | 7 أكتوبر 1960        |
|             | منظمة الشرطة الجنائية الدولية             | ?                    | ?                    |
|             | وكالة ضمان الاستثمار متعدد الأطراف        | 6 ديسمبر 1991        | 12 أبريل 1988        |
|             | يونسكو                                    | 16 يونيو 1958        | 14 نوفمبر 1960       |
|             | دول الكومنولث                             | ?                    | ?                    |
|             | الاتحاد الدولي للاتصالات                  | 3 فبراير 1958        | 11 أبريل 1961        |

## وصلات خارجية
- موقع وزارة الخارجية الماليزية
- موقع وزارة الخارجية النيجيرية